# Тамим ибн Булуггин
Тамим ибн Булуггин (араб. تميم بن بلقين‎; ум. 1095, Марракеш) — правитель тайфы Малага (1073—1090) из династии Зиридов.

## Биография
Был сыном Бологгина ибн Бадиса, наследного принца тайфы Гранада; его отец в 1064 году умер после отравления.
После смерти своего деда Бадиса ибн Хаббуса в 1073 году он стал правителем тайфы Малага. Через несколько лет выступил против своего младшего брата Абдаллаха, который был правителем тайфы Гранада. В ходе междоусобной войны, которая не закончилась чьей-либо победой, братья договорились о разделе своих территорий.
Летом 1086 года вместе с другими эмирами присоединился к армии Юсуфа ибн Ташфина, в союзе с которым участвовал в битве при Заллаке против войска под командованием короля Альфонсо VI. В результате битвы объединённое мусульманское войско нанесло поражение христианской армии, которая была полностью разгромлена.
В октябре 1090 года тайфа Малага была присоединена к государству Альморавидов, а Тамим был отправлен в Магриб, где и прожил до конца жизни.